# Quần đảo Diego Ramírez
Quần đảo Diego Ramírez (tiếng Tây Ban Nha: Islas Diego Ramírez) là một nhóm nhỏ các đảo nằm ở cực nam của Chile. Đây cũng chính là điểm cực nam của lục địa Nam Mỹ.

## Địa lí
Các hòn đảo của Diego Ramirez nằm khoảng 105 km (65 mi) về phía tây-tây nam của Cape Horn và 93 km (58 mi) về phía đông nam của Quần đảo Ildefonso, kéo dài 8 km (5 mi) theo hướng bắc-nam. Chúng được chia thành một nhóm phía bắc nhỏ hơn với sáu đảo nhỏ và một nhóm phía nam lớn hơn, cách nhau một lối đi rộng 3 km (1,9 mi). Hai hòn đảo lớn nhất, Isla Bartolomé và Isla Gonzalo, cả hai đều nằm trong nhóm phía nam. Đảo Águila (Islote Águila), vùng đất cực nam của nhóm, nằm ở tọa độ 56 ° 32'9 "S.

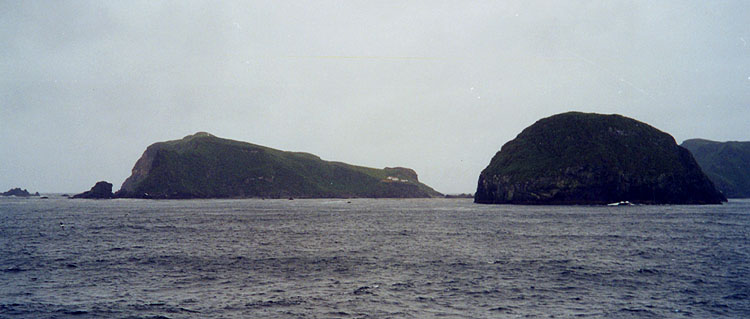
Quang cảnh quần đảo Diego Ramirez
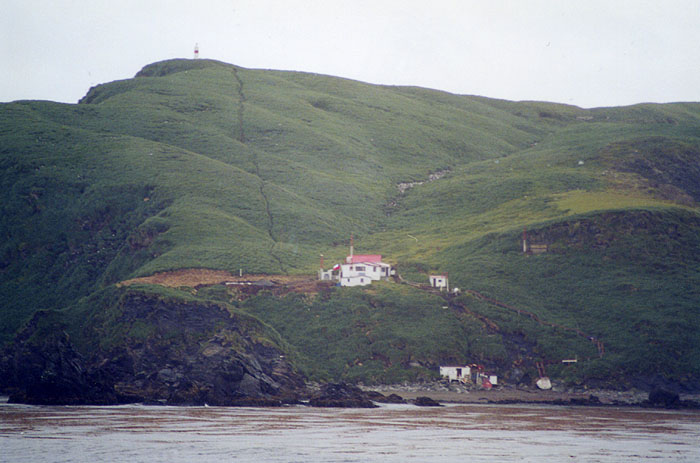
Nhà ga Chile trên Isla Gonzalo, với đèn hiệu có thể nhìn thấy ở điểm cao nhất của hòn đảo

## Lịch sử
Quần đảo được nhìn thấy lần đầu tiên vào ngày 12 tháng 2 năm 1619 bởi đoàn thám hiểm Garcia de Nodal của Tây Ban Nha và được đặt theo tên nhà thám hiểm, Diego Ramírez de Arellano. Chúng được trích dẫn là khối đất ở cực nam vào thời điểm đó, và giữ lại sự phân biệt trong 156 năm, cho đến khi phát hiện ra Quần đảo Nam Sandwich vào năm 1775.
Năm 1892, chính phủ Chile đã thuê các hòn đảo cho Pedro Pablo Benavides để câu cá và với điều kiện một ngọn hải đăng, một cảng và một trường học đã được xây dựng. Sau đó, tiền thuê được chuyển đến Koenigswerther và Pasinowich.
Hải quân Chile đã thành lập một trạm khí tượng trên Caleta Condell, một vịnh nhỏ ở phía đông bắc của Isla Gonzalo (đảo Gonzalo), vào năm 1957, và tiếp tế lại nhiều lần mỗi năm. Đây là tiền đồn có người ở cực nam của Nam Mỹ (bao gồm các đảo), ngay cả khi Nam Georgia và Quần đảo Nam Sandwich được coi là một phần của Nam Mỹ, kể từ khi nhà ga Argentina trên đảo Thule bị dỡ bỏ vào tháng 6 năm 1982 (sau hậu quả của Chiến tranh Falkland). Các tiền đồn có người ở phía nam tiếp theo của Nam Mỹ là ngọn hải đăng của Cape Horn. Các tàu du lịch thỉnh thoảng đi ngang qua trên đường đến và đi từ Nam Cực.
Các hòn đảo là một nơi làm tổ quan trọng đối với một số loài chim biển phía nam, bao gồm hải âu mày đen, hải âu nhút nhát, hải âu đầu xám, chim cánh cụt Rockhopper và chim cánh cụt phương nam.

## Khí hậu
Quần đảo có khí hậu vùng lãnh nguyên (ET), với lượng mưa phong phú.
| Dữ liệu khí hậu của Diego Ramírez Islands (Isla Gonzalo) | Dữ liệu khí hậu của Diego Ramírez Islands (Isla Gonzalo) | Dữ liệu khí hậu của Diego Ramírez Islands (Isla Gonzalo) | Dữ liệu khí hậu của Diego Ramírez Islands (Isla Gonzalo) | Dữ liệu khí hậu của Diego Ramírez Islands (Isla Gonzalo) | Dữ liệu khí hậu của Diego Ramírez Islands (Isla Gonzalo) | Dữ liệu khí hậu của Diego Ramírez Islands (Isla Gonzalo) | Dữ liệu khí hậu của Diego Ramírez Islands (Isla Gonzalo) | Dữ liệu khí hậu của Diego Ramírez Islands (Isla Gonzalo) | Dữ liệu khí hậu của Diego Ramírez Islands (Isla Gonzalo) | Dữ liệu khí hậu của Diego Ramírez Islands (Isla Gonzalo) | Dữ liệu khí hậu của Diego Ramírez Islands (Isla Gonzalo) | Dữ liệu khí hậu của Diego Ramírez Islands (Isla Gonzalo) | Dữ liệu khí hậu của Diego Ramírez Islands (Isla Gonzalo) |
| Tháng                                                    | 1                                                        | 2                                                        | 3                                                        | 4                                                        | 5                                                        | 6                                                        | 7                                                        | 8                                                        | 9                                                        | 10                                                       | 11                                                       | 12                                                       | Năm                                                      |
| -------------------------------------------------------- | -------------------------------------------------------- | -------------------------------------------------------- | -------------------------------------------------------- | -------------------------------------------------------- | -------------------------------------------------------- | -------------------------------------------------------- | -------------------------------------------------------- | -------------------------------------------------------- | -------------------------------------------------------- | -------------------------------------------------------- | -------------------------------------------------------- | -------------------------------------------------------- | -------------------------------------------------------- |
| Trung bình ngày tối đa °C (°F)                           | 14.7 (58.5)                                              | 14.4 (57.9)                                              | 12.8 (55.0)                                              | 9.8 (49.6)                                               | 6.4 (43.5)                                               | 4.2 (39.6)                                               | 3.7 (38.7)                                               | 5.3 (41.5)                                               | 7.9 (46.2)                                               | 10.6 (51.1)                                              | 12.5 (54.5)                                              | 14.1 (57.4)                                              | 9.7 (49.5)                                               |
| Trung bình ngày °C (°F)                                  | 7.2 (45.0)                                               | 7.5 (45.5)                                               | 6.6 (43.9)                                               | 5.6 (42.1)                                               | 4.5 (40.1)                                               | 3.7 (38.7)                                               | 3.2 (37.8)                                               | 3.2 (37.8)                                               | 3.6 (38.5)                                               | 4.7 (40.5)                                               | 5.5 (41.9)                                               | 6.5 (43.7)                                               | 5.2 (41.4)                                               |
| Tối thiểu trung bình ngày °C (°F)                        | 6.5 (43.7)                                               | 6.2 (43.2)                                               | 5.0 (41.0)                                               | 3.2 (37.8)                                               | 1.0 (33.8)                                               | −0.7 (30.7)                                              | −1.1 (30.0)                                              | −1.0 (30.2)                                              | 1.0 (33.8)                                               | 2.6 (36.7)                                               | 4.4 (39.9)                                               | 5.7 (42.3)                                               | 2.7 (36.9)                                               |
| Lượng Giáng thủy trung bình mm (inches)                  | 126.0 (4.96)                                             | 135.3 (5.33)                                             | 137.4 (5.41)                                             | 134.4 (5.29)                                             | 107.4 (4.23)                                             | 109.4 (4.31)                                             | 107.6 (4.24)                                             | 97.7 (3.85)                                              | 100.0 (3.94)                                             | 93.7 (3.69)                                              | 99.3 (3.91)                                              | 119.3 (4.70)                                             | 1.367,5 (53.84)                                          |
| Nguồn: Meteorología Interactiva                          |                                                          |                                                          |                                                          |                                                          |                                                          |                                                          |                                                          |                                                          |                                                          |                                                          |                                                          |                                                          |                                                          |